# Дефајанс (Охајо)
Дефајанс (енгл. Defiance) град је у америчкој савезној држави Охајо.

## Демографија
По попису из 2010. године број становника је 16.494, што је 29 (0,2%) становника више него 2000. године.
| Група             | 2000.          | 2010.          |
| Белци             | 13.557 (82,3%) | 13.270 (80,5%) |
| Афроамериканци    | 567 (3,4%)     | 590 (3,6%)     |
| Азијати           | 64 (0,4%)      | 62 (0,4%)      |
| Хиспаноамериканци | 2.100 (12,8%)  | 2.376 (14,4%)  |
| Укупно            | 16.465         | 16.494         |